# Jay Wright Forrester
Jay Wright Forrester (* 14. Juli 1918 in Anselmo, Custer County, Nebraska; † 16. November 2016 in Concord, Massachusetts) war ein US-amerikanischer Informatiker sowie Pionier der Computertechnik und der Systemwissenschaft. Er gilt als Begründer der Systemdynamik und entwickelte im Whirlwind-Projekt zuerst große Speicher mit direktem Zugriff (Vorläufer des RAM). Forrester war Professor an der Sloan School of Management des Massachusetts Institute of Technology (MIT).

## Biografie
Forrester wurde als Sohn eines Lehrerehepaars geboren, das als Viehzüchter auf einer einsamen Farm lebte. Schon mit neun Jahren führte er viele Reparaturen an technischen Geräten auf der Farm alleine aus. Nach einem Bachelor-Abschluss in Elektrotechnik an der University of Nebraska folgte der Master am MIT, wo er sein weiteres Arbeitsleben verbringen sollte.
Im Rahmen des Whirlwind-Projekts (ein Flugsimulator), dessen Leiter er ab 1944 war, entwickelte er ein „Multicoordinate Digital Information Storage Device“, eine verbesserte Version von An Wangs Kernspeicher und damit den Vorläufer des heutigen RAM (Random Access Memory). Das entsprechende Patent meldete er am 11. Mai 1951 an. Forrester schuf auch die erste Animation in der Geschichte der Computergrafik, einen „springenden Ball“ auf einem Oszilloskop. Forresters Student Ken Olsen gründete in den 1950er Jahren die Digital Equipment Corporation.
1956 gründete Forrester die System Dynamics Group an der Sloan School of Management am MIT und begründete damit das Feld der System Dynamics, zu deutsch Systemdynamik, die in Deutschland von dem ebenfalls am MIT weilenden und mit Forrester zusammenarbeitenden Gert von Kortzfleisch bekannt gemacht wurde. Die Gruppe untersucht mit Simulationsverfahren die Interaktionen zwischen Objekten in komplexen dynamischen Systemen. Sie finden Anwendung in den verschiedensten Bereichen, unter anderem waren die Methoden Forresters Grundlage des 1972 erschienenen Buches The Limits to Growth (deutsch Die Grenzen des Wachstums) des Club of Rome, den Forrester durch seinen Schüler Erich Zahn kennenlernte.
1968 wurde er zum Mitglied der American Academy of Arts and Sciences gewählt. 1981 erhielt er für seine Speicherentwicklung den Computer Pioneer Award.